# Teoria del pendent relliscós
En debat o retòrica, la  teoria del pendent relliscós  és una de les fal·làcies informals clàssiques. Suggereix que una acció iniciarà una cadena d'esdeveniments que culminaran en un esdeveniment indesitjable posterior sense establir o quantificar les contingències rellevants. L'argument és també conegut com a efecte de bola de neu.

## Com a fal·làcia clàssica
El cor d'aquesta fal·làcia està en l'abús de les transicions apreciables intuïtivament de les implicacions, afirmant que A porta a B, B  porta a C, C porta a D i així successivament, fins que finalment s'afirma que A porta a Z. Mentre que això és formalment vàlid quan les premisses són preses com un fet, cadascuna d'aquestes contingències necessita ser establerta de fet abans que una conclusió rellevant pugui ocórrer. El pendent relliscós ocorre quan això no succeeix: un argument que recolza la premissa rellevant no és una fal·làcia i no és un pendent relliscós en la definició tècnica del terme.
Sovint s'ofereixen una llarga sèrie d'esdeveniments intermedis com els mecanismes de connexió per arribar de A a B, des d'un començament aparentment inofensiu fins a un desenllaç totalment indesitjable. Aquesta fal·làcia dona per certes les conseqüències que no són segures, i de vegades ni tan sols probables.

## Arguments presentats com a pendent relliscós encara que no són fal·làcies
L'argument pren una de diverses formes semàntiques:
- En una forma, el que proposa suggereix que fent un moviment en determinada direcció, començarem a baixar per un "pendent relliscós". Havent començat a baixar pel pendent metafòric, aparentment seguirem anant en la mateixa direcció (el que argumenta, usualment, veu la direcció com a negativa, en conseqüència, de la metàfora de lliscar cap avall).
- Una altra forma n'aparenta ser més estàtica, argumentant que en admetre o permetre A es crea el precedent que condueix a admetre o permetre B, en seguir una llarga cadena de relacions lògiques. Noteu que, en establir aquesta cadena de necessitats lògiques (o quantificant les probabilitats rellevants), es fa vàlid aquest argument, no com en el cas de la definició clàssica del pendent relliscós. El pendent relliscós no és una fal·làcia en virtut d'una cadena d'implicacions (que condueixen a la transitivitat de la condició material), sinó per la falla d'establir els fets en aquesta cadena.

### Exemples
Diversos autors han intentat produir una taxonomia general dels diferents tipus de pendents relliscosos. Altres autors han donat una definició que engloba la diversitat d'arguments de pendent reslliscós. El jurista i escriptor Eugene Volokh analitza diversos tipus de pendents en el seu article Mecanismes del pendent relliscós. Volokoh fa servir l'exemple següent: "el registre d'armes pot conduir a la confiscació d'armes" per descriure sis tipus de pendents:
1. Reducció de costos: una vegada que tots els propietaris d'armes han registrat les seves armes de foc, el govern sabrà exactament a qui confiscar-les.
2. Combinació de reglaments legals: anteriorment, el govern necessitava buscar en cada casa per confiscar les armes, i tal recerca hauria violat la Quarta Esmena a la Constitució dels Estats Units. El registre eliminaria aquest problema.
3. Alteració de l'actitud: la gent podria pensar que la possessió d'armes és un privilegi més que un dret, i prendre la confiscació d'armes amb menys serietat.
4. Petit canvi en la tolerància: la gent podria ignorar la confiscació d'armes perquè constitueix només un petit canvi, però quan es combina amb altres petits canvis, podria ser equivalent a la confiscació.
5. Poder polític: la molèstia del registre podria reduir el nombre de propietaris, i d'aquesta manera, el poder polític del bloc dels propietaris d'armes.
6. Impuls polític: una vegada que el govern hagi aprovat aquesta llei sobre armes, li serà més fàcil aprovar altres lleis sobre armes, incloses les de confiscació.

La qüestió és que s'està donant com un fet que aquestes premisses, és a dir, que el registre d'armes comportarà pràcticament de manera ineludible les conseqüències esmentades. Si és així, estem davant un argument sòlid. Si no és així, ja que aquestes premisses són improbables i fins i tot impossibles, estarem davant un sil·logisme del pendent relliscós.
El pendent relliscós també pot ser utilitzat per a replicar a l'establiment de límits o limitacions arbitràries. Per exemple, algú pot argumentar que els preus de lloguers s'han de mantenir en 1.000 € o menys al mes perquè puguin ser costejats pels llogaters en una àrea de la ciutat. Una rèplica invocant el pendent relliscós pot anar en dues direccions diferents:
- Una vegada que el preu màxim és acceptat, pot ser disminuït lentament, desplaçant els amos i empitjorant el problema.
- Si 1.000 € mensuals com a renda és costejable, per què no 1.025 € o 1.050 €? En agrupar els inquilins en una entitat abstracta, l'argument es torna vulnerable a ser un argument de pendent relliscós. Un argument més acurat a favor dels preus màxims caracteritzaria estadísticament el nombre d'inquilins que poden costejar els habitatges a diversos nivells d'ingressos i triaria un màxim que compleixi metes específiques, com els habitatges del 80% de les famílies treballadores de l'àrea.

Una política de "pendent relliscós" molt comuna és la negociació amb terroristes. L'argument és que si el govern negocia amb terroristes, llavors el govern reconeix que el grup terrorista té poder, el terrorisme seria vist com un mètode que produeix resultats i, per tant, serà més prevalent com a forma de guanyar poder i forçar els governs a concedir demandes. Aquest argument és raonable, però per ser vàlid ha d'estar recolzat amb evidència que li doni suport relacionada amb les premisses fetes. De manera similar, les decisions judicials han de ser considerades en termes de les conseqüències dels precedents legals que creen, i les decisions de política exterior en termes de l'efecte en la credibilitat.